# Apiognomonia errabunda
Apiognomonia errabunda är en svampart som först beskrevs av Roberge ex Desm., och fick sitt nu gällande namn av Franz Xaver von Höhnel 1918. Apiognomonia errabunda ingår i släktet Apiognomonia och familjen Gnomoniaceae.  Arten är reproducerande i Sverige. Inga underarter finns listade i Catalogue of Life.

## Källor

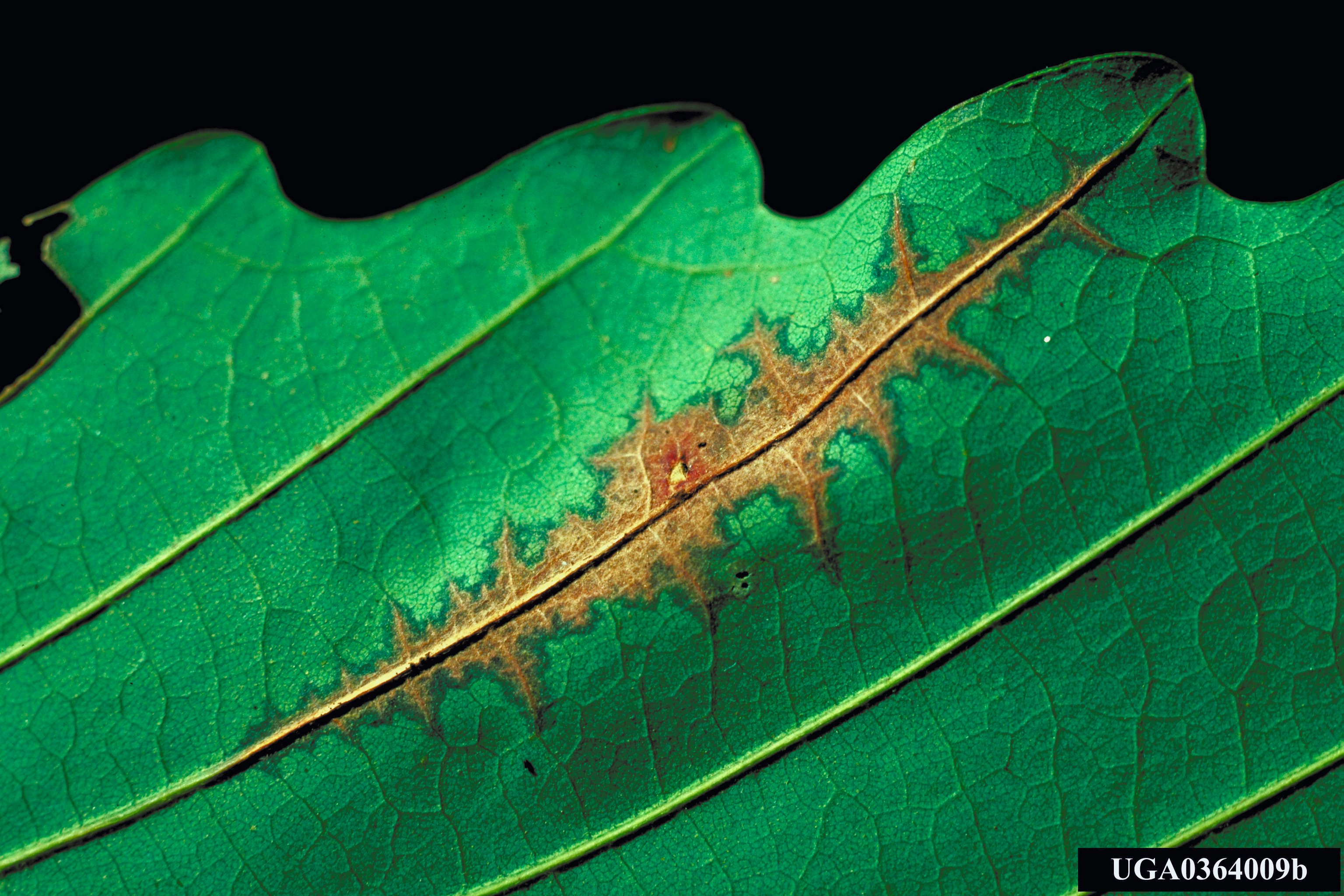